# Samoaøerne
Samoaøerne er et arkipelag på 3.030 km² i det sydlige Stillehav, som er en del af Polynesien og den større region Oceanien. På øerne bor der cirka 250.000 mennesker, som taler sproget samoansk, har en fælles kultur kaldet fa'a Samoa og en unik regeringsform kaldet fa'amatai.
I kolonitiden blev øgruppen og dets folk delt mellem vestlige magter, og i nutiden er øerne opdelt i to nationalenheder: Den selvstændige nation Samoa i den vestlige del af arkipelaget og territoriet Amerikansk Samoa mod øst. Mellem de to områder er der en strækning på 64 km over havet. De fleste beboere er fuldblods samoanere og udgør en af de største grupper af polynesiere i verden.
Historisk set har man sporet mennesker på Samoaøerne tilbage til omkring 1000 f.Kr. Der er tale om lapitafund ved en kaj i Mulifanua på Upolu-øen. I nyere tid er de første vesteuropæere, der kom til Samoaøerne, den franske opdagelsesrejsende Louis Antoine de Bougainville og hans folk i 1768. De kom til de østlige af øerne, som Bougainville døbte Navigatorøerne. Dette navn blev brugt af europæiske missionærer til omkring 1845 og i officielle europæiske beskrivelser til omkring 1870.